# Desa Kramat (administrativ by i Indonesien, Jawa Timur, lat -7,21, long 113,41)
Desa Kramat är en administrativ by i Indonesien.   Den ligger i provinsen Jawa Timur, i den västra delen av landet, 700 km öster om huvudstaden Jakarta. Desa Kramat ligger på ön Madura.